# Grand Prix automobile de Belgique 2021
GP précédent GP suivant
Le Grand Prix automobile de Belgique 2021 (Formula 1 Rolex Belgian Grand Prix 2021), disputé le 29 août 2021 sur le Circuit de Spa-Francorchamps, est la 1047e épreuve du championnat du monde de Formule 1 courue depuis 1950. Il s'agit de la 76e édition du Grand Prix de Belgique, la soixante-cinquième comptant pour le championnat du monde de Formule 1 et la douzième manche du championnat 2021.
Ce Grand Prix marque l'entrée dans la deuxième partie du championnat 2021 après onze courses déjà disputées et une trêve estivale de vingt-neuf jours consécutive au Grand Prix de Hongrie.
Des conditions météorologiques épouvantables conduisent à un report d'un quart d'heure de la séance de qualification. Après qu'un véritable déluge s'abat entre la Q2 et la Q3, Sebastian Vettel, lors de son tour de lancement, demande le déploiement du drapeau rouge, la piste étant détrempée ; il faut toutefois attendre que Lando Norris détruise totalement sa McLaren MCL35M en haut du Raidillon de l'Eau Rouge pour que la direction de course interrompe enfin la dernière phase des qualifications. La session, relancée à 16 h 45, voit Max Verstappen, seul pilote en deçà des deux minutes au tour, obtenir sa neuvième pole position, la sixième de la saison. Pour autant, George Russell lui vole la vedette : en effet, en se classant deuxième à trois dixièmes de seconde, il permet à Williams de prendre son premier départ en première ligne depuis le Grand Prix d'Italie 2017 quand Lance Stroll avait profité des déclassements de Max Verstappen et Daniel Ricciardo ; il s'agit du meilleur résultat de Williams en qualification depuis la deuxième place de Valtteri Bottas au Grand Prix d'Allemagne 2014. Lewis Hamilton, troisième des deux séances d'essais précédentes, part en deuxième ligne, juste devant Daniel Ricciardo qui prend son 200e départ dans la discipline ; ils précèdent Sebastian Vettel et Pierre Gasly. Esteban Ocon occupe seul la quatrième ligne car Sergio Pérez, auteur du septième temps, est victime d'un accident dans son tour de reconnaissance et s'élance de la voie des stands. Charles Leclerc et Nicholas Latifi, qui permet à Williams de placer ses deux voitures dans le Top 10, occupent la cinquième ligne. Dixième des qualifications, Lando Norris, autorisé à courir par les médecins malgré la violence de son accident, est pénalisé d'un recul de cinq places pour le changement de sa boîte de vitesses. Valtteri Bottas, huitième mais pénalisé pour avoir provoqué un carambolage lors du Grand Prix précédent, s'élance de la sixième ligne.
En raison de conditions météorologiques dantesques le dimanche, le départ est d'abord retardé de 25 minutes. Dans son tour de mise en grille, Sergio Pérez perd l'adhérence au freinage des Combes et fracasse sa Red Bull dans le mur. À 15 h 25, les dix-neuf monoplaces s'élancent derrière la voiture de sécurité pour les tours de formations avant un potentiel départ arrêté ou lancé. Mais la procédure de départ est interrompue après deux tours, la visibilité étant nulle. Commence alors une interminable attente : dans un premier temps, le délai réglementaire de trois heures pour un Grand Prix est censé être respecté, ce qui fait que la course ne peut pas aller au delà de 18 h. Mais, compte-tenu du véritable déluge, le chronomètre général de l'événement est stoppé. La voiture médicale effectue plusieurs tours de circuit pour juger de sa praticabilité, qui s'avère extrêmement précaire. Le chronomètre est relancé à 18 h pour une durée d'une heure maximum et le départ donné à 18 h 17, sur la foi d'une légère amélioration des conditions. L'averse redouble quand le peloton s'élance à nouveau derrière la voiture de sécurité qui n'effectue que trois tours, le minimum permettant la distribution de la moitié des points, avant que le drapeau rouge ne soit une nouvelle fois brandi. À 18 h 40, la direction de course indique la fin de l'épreuve. Conformément au règlement sportif, le classement est arrêté à l'avant-dernier tour, après une seule boucle ; il s'agit du Grand Prix le plus court de l'histoire de la Formule 1. Les pilotes ayant interdiction de dépasser sous voiture de sécurité, le classement de l'épreuve est le même que celui de la grille de départ, Verstappen remportant la course en un peu plus de trois minutes. Le Néerlandais obtient sa seizième victoire, la sixième de la saison, George Russell monte sur le premier podium de sa carrière et Lewis Hamilton sur son 174e. 
Lewis Hamilton conserve, avec 202,5 points, la tête du championnat devant Max Verstappen (199,5 points) et Lando Norris (113 points). Valtteri Bottas et Sergio Pérez qui n'ont pas marqué, restent quatrième et cinquième avec 108 points et 104 points. Suivent Carlos Sainz Jr. (83,5 points), Charles Leclerc (82 points), Daniel Ricciardo (56 points) et Pierre Gasly (54 points). Chez les constructeurs, Mercedes Grand Prix (310,5 points) possède sept longueurs d'avance sur Red Bull Racing (303,5 points) tandis que McLaren Racing, troisième avec 169 points, reste talonné par Ferrari (165,5 points). Alpine est cinquième (80 points), suivi par AlphaTauri (72 points) et Aston Martin (53 points). Williams (20 points) devance Alfa Romeo (3 points) et Haas qui n'a toujours pas marqué.

## Pneus disponibles
| Pneus pour piste sèche | Pneus pour piste sèche | Pneus pour piste sèche | Pneus pluie    | Pneus pluie |
| ---------------------- | ---------------------- | ---------------------- | -------------- | ----------- |
| Durs (Type C2)         | Medium (Type C3)       | Tendres (Type C4)      | Intermédiaires | Pluie       |

## Essais libres

### Première séance, le vendredi de 11 h 30 à 12 h 30
| Pos. | Pilote           | Voiture          | Chrono         | Écart     |
| ---- | ---------------- | ---------------- | -------------- | --------- |
| 1    | Valtteri Bottas  | Mercedes         | 1 min 45 s 199 |           |
| 2    | Max Verstappen   | Red Bull-Honda   | 1 min 45 s 363 | + 0 s 164 |
| 3    | Pierre Gasly     | AlphaTauri-Honda | 1 min 45 s 699 | + 0 s 500 |
| 4    | Charles Leclerc  | Ferrari          | 1 min 45 s 818 | + 0 s 619 |
| 5    | Carlos Sainz Jr. | Ferrari          | 1 min 45 s 935 | + 0 s 736 |
| 6    | Sergio Pérez     | Red Bull-Honda   | 1 min 46 s 127 | + 0 s 928 |

- Une averse s'abattant sur le circuit juste avant le début des premiers essais libres, les pilotes prennent la piste en pneus intermédiaires durant les premières minutes de la séance, avant de rapidement se rabattre sur les gommes slicks. Le ciel devient plus menaçant au fil de la séance et la pluie fait son retour, à cinq minutes du terme, dans les secteurs de la Source et aux Combes[4] ;
- Kimi Räikkönen fait un tête-à-queue dans l'épingle de la Source puis, en milieu de séance, percute le mur des stands en rentrant dans la pitlane ; Yuki Tsunoda a également été victime d'un tête-à-queue à la Source[4].

### Deuxième séance, le vendredi de 15 h à 16 h
| Pos. | Pilote          | Voiture               | Chrono         | Écart     |
| ---- | --------------- | --------------------- | -------------- | --------- |
| 1    | Max Verstappen  | Red Bull-Honda        | 1 min 44 s 472 |           |
| 2    | Valtteri Bottas | Mercedes              | 1 min 44 s 513 | + 0 s 041 |
| 3    | Lewis Hamilton  | Mercedes              | 1 min 44 s 544 | + 0 s 072 |
| 4    | Fernando Alonso | Alpine-Renault        | 1 min 44 s 953 | + 0 s 481 |
| 5    | Pierre Gasly    | AlphaTauri-Honda      | 1 min 44 s 965 | + 0 s 493 |
| 6    | Lance Stroll    | Aston Martin-Mercedes | 1 min 45 s 180 | + 0 s 708 |

- Dans les derniers instants de la séance, Max Verstappen, auteur du meilleur temps de cette session d'essais, part en tête-à-queue à la sortie du virage de Malmédy et percute le muret à l'arrière droit, ce qui entraîne l'interruption définitive de la séance. Peu avant Charles Leclerc a perdu le contrôle de sa monoplace à la sortie des Combes et heurté les protections à l'avant gauche. Pierre Gasly, après un tout-droit, a dû emprunter l'échappatoire de l'entrée des Combes tandis qu'Esteban Ocon a effectué un sévère tête-à-queue à la sortie des Fagnes[6].

### Troisième séance, le samedi de 12 h à 13 h
| Pos. | Pilote         | Voiture               | Chrono         | Écart     |
| ---- | -------------- | --------------------- | -------------- | --------- |
| 1    | Max Verstappen | Red Bull-Honda        | 1 min 56 s 924 |           |
| 2    | Sergio Pérez   | Red Bull-Honda        | 1 min 57 s 871 | + 0 s 947 |
| 3    | Lewis Hamilton | Mercedes              | 1 min 57 s 996 | + 1 s 072 |
| 4    | Lando Norris   | McLaren-Mercedes      | 1 min 58 s 509 | + 1 s 585 |
| 5    | Esteban Ocon   | Alpine-Renault        | 1 min 58 s 913 | + 1 s 989 |
| 6    | Lance Stroll   | Aston Martin-Mercedes | 1 min 59 s 205 | + 2 s 281 |

- La séance débute sur une piste humide mais sans pluie. Une averse se produit vers 12 h 30 et empêche les pilotes d'améliorer leurs performances réalisées en debut de session. Lando Norris chausse ses pneus pour le sec dans les dernières minutes mais rentre au stand après un tour d'exploration au ralenti. George Russell, Nikita Mazepin, Valtteri Bottas, Sebastian Vettel, Fernando Alonso, Lewis Hamilton et Carlos Sainz Jr. sont tous partis à la faute, sans gravité, dans les différentes échappatoires, notamment aux Combes. Pierre Gasly a fait un tête-à-queue après avoir mis deux roues sur un vibreur humide à Stavelot tandis que Kimi Räikkönen, victime d'une défaillance de ses freins, n'a effectué que trois tours[8].

## Séance de qualification

### Résultats des qualifications
| Pos.                                                                                      | Pilote             | Écurie                | Qualifications 1 | Qualifications 2 | Qualifications 3 |
| ----------------------------------------------------------------------------------------- | ------------------ | --------------------- | ---------------- | ---------------- | ---------------- |
| 1                                                                                         | Max Verstappen     | Red Bull-Honda        | 1 min 58 s 717   | 1 min 56 s 559   | 1 min 59 s 765   |
| 2                                                                                         | George Russell     | Williams-Mercedes     | 1 min 59 s 864   | 1 min 56 s 950   | 2 min 00 s 086   |
| 3                                                                                         | Lewis Hamilton     | Mercedes              | 1 min 59 s 218   | 1 min 56 s 229   | 2 min 00 s 099   |
| 4                                                                                         | Daniel Ricciardo   | McLaren-Mercedes      | 2 min 01 s 583   | 1 min 56 s 950   | 2 min 00 s 864   |
| 5                                                                                         | Sebastian Vettel   | Aston Martin-Mercedes | 2 min 00 s 175   | 1 min 56 s 814   | 2 min 00 s 935   |
| 6                                                                                         | Pierre Gasly       | AlphaTauri-Honda      | 2 min 00 s 387   | 1 min 56 s 440   | 2 min 01 s 164   |
| 7                                                                                         | Sergio Pérez       | Red Bull-Honda        | 1 min 59 s 334   | 1 min 56 s 886   | 2 min 02 s 112   |
| 8                                                                                         | Valtteri Bottas    | Mercedes              | 1 min 59 s 870   | 1 min 56 s 295   | 2 min 02 s 502   |
| 9                                                                                         | Esteban Ocon       | Alpine-Renault        | 2 min 01 s 824   | 1 min 57 s 354   | 2 min 03 s 513   |
| 10                                                                                        | Lando Norris       | McLaren-Mercedes      | 1 min 58 s 301   | 1 min 56 s 025   | Pas de temps     |
| 11                                                                                        | Charles Leclerc    | Ferrari               | 2 min 00 s 728   | 1 min 57 s 721   |                  |
| 12                                                                                        | Nicholas Latifi    | Williams-Mercedes     | 2 min 00 s 966   | 1 min 58 s 056   |                  |
| 13                                                                                        | Carlos Sainz Jr.   | Ferrari               | 2 min 01 s 184   | 1 min 58 s 137   |                  |
| 14                                                                                        | Fernando Alonso    | Alpine-Renault        | 2 min 01 s 653   | 1 min 58 s 205   |                  |
| 15                                                                                        | Lance Stroll       | Aston Martin-Mercedes | 2 min 01 s 597   | 1 min 58 s 231   |                  |
| 16                                                                                        | Antonio Giovinazzi | Alfa Romeo-Ferrari    | 2 min 02 s 306   |                  |                  |
| 17                                                                                        | Yuki Tsunoda       | AlphaTauri-Honda      | 2 min 02 s 413   |                  |                  |
| 18                                                                                        | Mick Schumacher    | Haas-Ferrari          | 2 min 03 s 973   |                  |                  |
| 19                                                                                        | Kimi Räikkönen     | Alfa Romeo-Ferrari    | 2 min 04 s 452   |                  |                  |
| 20                                                                                        | Nikita Mazepin     | Haas-Ferrari          | 2 min 04 s 939   |                  |                  |
| Temps minimal à réaliser pour la qualification : 2 min 06 s 582 (107 % de 1 min 58 s 301) |                    |                       |                  |                  |                  |

- Les conditions météorologiques sont telles à quelques minutes du départ prévu des qualifications que la séance est reportée d'un quart d'heure, la piste étant impraticable. Un véritable déluge s'abat ensuite sur le circuit, entre la Q2 et la Q3. La Q3 est lancée à 16 h 00. A la fin de son tour de sortie, Sebastian Vettel estime que le drapeau rouge doit être déployé, la piste étant selon lui impraticable. Il faut attendre à peine 40 secondes pour que Lando Norris détruise sa McLaren MCL35M en haut du Raidillon de l'Eau Rouge et que la direction de course interrompe la dernière phase des qualifications pour permettre, sous une pluie battante, le retrait de l'épave et le nettoyage des débris. L'Allemand critique ouvertement les commissaires à la radio : « Qu'est-ce que j’ai dit ? Il fallait un drapeau rouge ! Ce n’est absolument pas nécessaire. » Vettel, premier sur les lieux de l'accident, s'arrête pour porter assistance au Britannique, puis laisse la place à la voiture médicale. La session est relancée à 16 h 45[10].

### Grille de départ
- Lando Norris, dixième des qualifications, est pénalisé d'un recul de cinq places sur la grille de départ après le changement de sa boîte de vitesses, conséquence de son accident lors de la dernière phase des qualifications ; il s'élance de la quinzième place[11] ;
- Valtteri Bottas, responsable d'un carambolage dans le premier tour du Grand Prix de Hongrie 2021, est pénalisé d'un recul de cinq places sur la grille de départ ; auteur du huitième temps des qualifications, il s'élance de la douzième place après la pénalisation de Norris[12] ;
- Kimi Räikkönen, dix-neuvième des qualifications, doit prendre le départ depuis la voie des stands, sa monoplace ayant été dotée, sous le régime du parc fermé, d'un aileron arrière différent de celui utilisé en début de weekend[13] ;
- Sergio Pérez, septième des qualifications, déclare dans un premier temps forfait pour le Grand Prix après s'être écrasé dans un mur de pneus lors de son tour de reconnaissance ; dans des conditions météorologiques très précaires, Pérez, entré trop rapidement dans de virage des Combes est parti en survirage, bien que chaussé de pneumatiques « pleine pluie », et a tapé les protections. L'impact a causé des dommages importants au niveau du demi-train avant. La course étant reportée à plusieurs reprises, les mécaniciens parviennent à réparer la monoplace avant le départ et le Mexicain est autorisé, à 16 h 17, à prendre part à la course en s'élançant depuis voie des stands[14] ;
- Lance Stroll, auteur du quinzième temps des qualifications, est pénalisé d'un recul de cinq places sur la grille de départ pour avoir percuté Charles Leclerc dans le premier tour du Grand Prix de Hongrie ; à la suite de la pénalité de Räikkönen, il peut s'élancer de la dix-neuvième place. Il est ensuite contraint à s'élancer depuis la voie des stands car, comme Räikkönen, son aileron arrière a été remplacé par un modèle d'une autre spécification durant l'interruption de la course. Finalement, tous les pilotes s'élançant de la voie des stands derrière la voiture de sécurité, sa sanction est transformée en dix secondes de pénalité ajoutées à son temps de course[15],[16].

## Course

### Classement de la course
À 15 h, heure initialement prévue du départ de la course, il pleut à verse dans l'Ardenne belge et la direction de course décide d'un report de 25 minutes. Dans son tour de mise en grille, Sergio Pérez fracasse sa Red Bull dans le mur au freinage des Combes. Le peloton des dix-neuf voitures restantes est lancé à 15 h 25 pour une procédure de départ, derrière la voiture de sécurité, interrompue au drapeau rouge au bout de seulement deux tours car les pilotes n'ont aucune visibilité. Tous regagnent, derrière la voiture de sécurité, la voie des stands pour attendre une éventuelle amélioration des conditions climatiques.  
À 16 h 15, la FIA confirme que la limite des trois heures s'applique pour ce Grand Prix : quoi qu'il arrive, la course, ramenée à 39 tours, devra se terminer à 18 heures.
À 17 h, après avoir pris connaissance des informations de l'Institut royal météorologique de Belgique qui annoncent une réduction de l'intensité de la pluie dans le quart d'heure à venir, les commissaires de course reviennent sur leur décision et suspendent la limite de temps de trois heures : le Grand Prix, d'une durée d'une heure, pourrait ainsi se terminer après 18 heures. 
À 17 h 35, l'Institut royal météorologique de Belgique prévoit l'arrêt de la pluie vers 18 heures. À 17 h 55, Alan van der Merwe teste la piste, « nettoyée » par une balayeuse de voirie, au volant de la voiture médicale.
À 18 h 07, la direction de course annonce un départ à 18 h 17 alors que la pluie redouble. Après trois tours derrière la voiture de sécurité, ce qui permet l'attribution de la moitié des points (article 6.5 du règlement sportif de la Formule 1 de la FIA), la course est interrompue au drapeau rouge. Les résultats sont calculés conformément à l'article 51.14 du règlement sportif, à savoir à la fin du premier tour qui est l'avant-dernier tour avant le tour au cours duquel le signal de suspension de la course a été donné. 
| Pos. | no | Pilote             | Écurie                | Tours | Temps/Abandon                      | Grille  | Points |
| ---- | -- | ------------------ | --------------------- | ----- | ---------------------------------- | ------- | ------ |
| 1    | 33 | Max Verstappen     | Red Bull-Honda        | 1     | 3 min 27 s 071 (119,611 km/h)      | 1       | 12,5   |
| 2    | 63 | George Russell     | Williams-Mercedes     | 1     | + 1 s 995                          | 2       | 9      |
| 3    | 44 | Lewis Hamilton     | Mercedes              | 1     | + 2 s 601                          | 3       | 7,5    |
| 4    | 3  | Daniel Ricciardo   | McLaren-Mercedes      | 1     | + 4 s 496                          | 4       | 6      |
| 5    | 5  | Sebastian Vettel   | Aston Martin-Mercedes | 1     | + 7 s 479                          | 5       | 5      |
| 6    | 10 | Pierre Gasly       | AlphaTauri-Honda      | 1     | + 10 s 177                         | 6       | 4      |
| 7    | 31 | Esteban Ocon       | Alpine-Renault        | 1     | + 11 s 579                         | 8       | 3      |
| 8    | 16 | Charles Leclerc    | Ferrari               | 1     | + 12 s 608                         | 9       | 2      |
| 9    | 6  | Nicholas Latifi    | Williams-Mercedes     | 1     | + 15 s 485                         | 10      | 1      |
| 10   | 55 | Carlos Sainz Jr.   | Ferrari               | 1     | + 16 s 166                         | 11      | 0,5    |
| 11   | 14 | Fernando Alonso    | Alpine-Renault        | 1     | + 20 s 590                         | 12      |        |
| 12   | 77 | Valtteri Bottas    | Mercedes              | 1     | + 22 s 414                         | 13      |        |
| 13   | 99 | Antonio Giovinazzi | Alfa Romeo-Ferrari    | 1     | + 24 s 163                         | 14      |        |
| 14   | 4  | Lando Norris       | McLaren-Mercedes      | 1     | + 27 s 110                         | 15      |        |
| 15   | 22 | Yuki Tsunoda       | AlphaTauri-Honda      | 1     | + 28 s 329                         | 16      |        |
| 16   | 47 | Mick Schumacher    | Haas-Ferrari          | 1     | + 29 s 507                         | 17      |        |
| 17   | 9  | Nikita Mazepin     | Haas-Ferrari          | 1     | + 31 s 993                         | 18      |        |
| 18   | 7  | Kimi Räikkönen     | Alfa Romeo-Ferrari    | 1     | + 36 s 054                         | Pitlane |        |
| 19   | 11 | Sergio Pérez       | Red Bull-Honda        | 1     | + 38 s 205                         | Pitlane |        |
| 20   | 18 | Lance Stroll       | Aston Martin-Mercedes | 1     | + 44 s 108 (dont 10 s de pénalité) | Pitlane |        |

- Lance Stroll est pénalisé de dix secondes pour un changement d'aileron arrière lors de l'interruption de course[19].

### Pole position et record du tour
- Pole position :  Max Verstappen (Red Bull-Honda) en 1 min 59 s 765 (210,532 km/h)[20].
- Meilleur tour en course : Le classement ayant été déterminé par l'avant-dernier tour avant l'interruption de la course (soit le premier tour), le meilleur tour en course n'est pas attribué. Nikita Mazepin a tourné en 3 min 18 s 016 lors du deuxième tour, sous le régime de la voiture de sécurité ; ayant fini dix-septième, il n'aurait pas obtenu le point bonus[21].

### Tours en tête
- Max Verstappen (Red Bull-Honda) : 1 tour (1)[22].

## Réactions à l'issue du weekend de Grand Prix
En raison de conditions météorologiques ne permettant pas d'avoir des conditions de sécurité adéquates, seuls trois tours, derrière la voiture de sécurité, ont été effectués durant ce Grand Prix afin de pouvoir attribuer la moitié des points, le classement étant arrêté à la fin de l'avant-dernier tour. L'attribution de points à l'issue d'un seul tour de course a été critiqué par plusieurs pilotes. Fernando Alonso déclare : « C'est très triste qu'ils aient donné des points aujourd'hui parce que nous avons été empêchés de rouler par la pluie. » Sebastian Vettel est plus laconique : « C'est n'importe quoi ! » tandis que Lewis Hamilton estime que « La discipline a fait un mauvais choix aujourd'hui. L'argent est roi, c'était littéralement deux tours pour commencer la course, c'est le scénario de l'argent. »
Lando Norris regrette également que des points aient été attribués : « Je ne pense pas que des points devraient être distribués aujourd’hui. Je pense que pour le peu que nous avons fait aujourd'hui, il ne faut pas donner de point. Il faut normalement faire un certain nombre de tours ou de pourcentage de la distance, mais nous avons juste roulé derrière la voiture de sécurité. Peut-être que je dirais l'inverse si j'étais premier et que j'avais marqué une grosse quantité de points, je ne sais pas. Je n'ai pas l'impression que nous méritons des points, même si ça nous a bénéficié aujourd'hui car Daniel [Ricciardo] a pris de bons points par rapport à Ferrari, car ce n'était pas une course, au bout du compte. »
Pour Valtteri Bottas, cette décision est également critiquable : « De mon côté, j'étais hors des points donc je n'ai pas eu l'opportunité de me battre. Je ne pense pas que c'était une course. C'est comme ça, et c'était clairement difficile pour la F1 de savoir quoi faire. »
Carlos Sainz Jr. juge qu'il était logique de ne pas courir compte-tenu des conditions catastrophiques et regrette que la direction de course ait décidé de distribuer des points plutôt que d'annuler la course : « Donner des points pour cette course qui n'a pas eu lieu est une mauvaise chose pour moi. Si vous n'avez pas roulé, pourquoi distribuer les points pour une course qui n'a pas existé ? »
Pierre Gasly estime qu'il ne méritait pas les points de sa sixième place : « Je n'ai pas l’impression de mériter des points pour ce que j'ai fait. J'ai suivi la voiture de sécurité. Je n'ai pas fait d’erreur dans les tours de mise en grille mais c'est la seule chose que j'ai dû bien faire ! Je ne sais pas si nous méritions de marquer des points. Pour être honnête, donner la moitié des points est une hérésie – je pense que tout l'intérêt d'obtenir des points est basé sur la course. Je suis un peu surpris parce que j'ai l'impression qu'ils nous ont juste mis en piste dans les pires conditions à la fin pour avoir ces trois tours derrière la voiture de sécurité, alors qu’en fait c'était pire qu'avant, juste pour permettre à ces points d'être validés. »
Andreas Seidl, directeur de McLaren Racing, a tenu à rappeler que le sport automobile restait dépendant des conditions météorologiques, et que les bonnes décisions ont été prises par la FIA lors du Grand Prix de Belgique. Concernant la demi-attribution des points, Seidl rappelle que le règlement a été appliqué : « Bien sûr, personne ne veut qu'une course se termine comme ça mais il y a un règlement en place et il a été appliqué. Il est également clair que nous en avons bénéficié car nous avions une voiture en quatrième position qui a profité du bon résultat que nous avons signé avec Daniel en qualifications. Et il est clair que toutes les équipes qui n'en ont pas bénéficié, en fonction de leur position au championnat, se lamentent et se plaignent maintenant. Ça fait partie de la nature de la Formule 1. »
Stefano Domenicali, président de la Formule 1, dément que des pressions commerciales ont été prises en compte pour entériner les résultats du Grand Prix : « Lorsque j'entends dire qu'il y avait une question commerciale derrière cela, c'est totalement faux, parce que lorsque nous parlons de course, il y a une responsabilité, un processus clair, et ces choses ne sont pas du tout liées. » Il soutient les décisions prises par son directeur de course Michael Masi et encourage le promoteur du Grand Prix à faire un geste commercial pour les fans ayant assisté à l'événement : « C'est quelque chose dont nous pouvons discuter avec l'organisateur. Ce n'est pas nous qui gérons les billets. Une attention pourrait être faite, c'est donc quelque chose comme un geste commercial, il faut voir quel sera le bon geste à faire pour ces conditions,. »
Michael Masi indique que la FIA et les écuries vont probablement se réunir pour revoir la réglementation : « Je pense qu'après ce weekend, et lors de notre prochaine réunion pour l'an prochain, nous étudierons énormément de choses que nous savons pouvoir étudier, pour voir ce que veut tout le monde. Comme vous le savez bien tous autant que vous êtes, nous sommes à un stade où la FIA travaille avec les dix écuries et la Formule 1 pour développer la réglementation. Nous allons donc évaluer tous ces divers scénarios et voir ce que tout le monde pense. »
Quelques jours plus tard, Jean Todt, président de la FIA reconnaît le problème posé par le déroulement du weekend : « Les commissaires de la FIA, se basant sur le Code Sportif International, ont arrêté la compétition pour gagner davantage de temps et avoir plus de chances d'offrir aux fans une course de Formule 1. En dépit de ces efforts, la course n'a pas pu démarrer après les tours derrière la voiture de sécurité et les règles existantes se sont appliquées correctement. J'aimerais remercier et féliciter l'équipe de la FIA, l'ASN et les bénévoles pour la qualité de leur travail. La FIA, la F1 et les équipes passeront attentivement en revue le règlement pour voir ce que l’on peut apprendre et améliorer dans le futur. Ce qu’on trouvera, dont le problème de la distribution des points, sera ajouté à l'agenda de la prochaine réunion de la Commission F1 le 5 octobre. »

## Classements généraux à l'issue de la course
| Pos. | Pilote             | Écurie                | Points |
| ---- | ------------------ | --------------------- | ------ |
| 1    | Lewis Hamilton     | Mercedes              | 202,5  |
| 2    | Max Verstappen     | Red Bull-Honda        | 199,5  |
| 3    | Lando Norris       | McLaren-Mercedes      | 113    |
| 4    | Valtteri Bottas    | Mercedes              | 108    |
| 5    | Sergio Pérez       | Red Bull-Honda        | 104    |
| 6    | Carlos Sainz Jr.   | Ferrari               | 83,5   |
| 7    | Charles Leclerc    | Ferrari               | 82     |
| 8    | Daniel Ricciardo   | McLaren-Mercedes      | 56     |
| 9    | Pierre Gasly       | AlphaTauri-Honda      | 54     |
| 10   | Esteban Ocon       | Alpine-Renault        | 42     |
| 11   | Fernando Alonso    | Alpine-Renault        | 38     |
| 12   | Sebastian Vettel   | Aston Martin-Mercedes | 35     |
| 13   | Yuki Tsunoda       | AlphaTauri-Honda      | 18     |
| 14   | Lance Stroll       | Aston Martin-Mercedes | 18     |
| 15   | George Russell     | Williams-Mercedes     | 13     |
| 16   | Nicholas Latifi    | Williams-Mercedes     | 7      |
| 17   | Kimi Räikkönen     | Alfa Romeo-Ferrari    | 2      |
| 18   | Antonio Giovinazzi | Alfa Romeo-Ferrari    | 1      |

| Pos. | Écurie                | Points |
| ---- | --------------------- | ------ |
| 1    | Mercedes              | 310,5  |
| 2    | Red Bull-Honda        | 303,5  |
| 3    | McLaren-Mercedes      | 169    |
| 4    | Ferrari               | 165,5  |
| 5    | Alpine-Renault        | 80     |
| 6    | AlphaTauri-Honda      | 72     |
| 7    | Aston Martin-Mercedes | 53     |
| 8    | Williams-Mercedes     | 20     |
| 9    | Alfa Romeo-Ferrari    | 3      |

## Statistiques
Le Grand Prix de Belgique 2021 représente :
- la 9e pole position de Max Verstappen, sa sixième de la saison[36] ;
- la 16e victoire de Max Verstappen, sa sixième de la saison[37] ;
- le 50e départ en Grand Prix de Lando Norris et George Russell[38],[39] ;
- le 200e départ en Grand Prix de Daniel Ricciardo[40],[41] ;
- le 1er podium de George Russell[42] ;
- la 71e victoire de Red Bull Racing en tant que constructeur[43] ;
- la 85e victoire de Honda en tant que motoriste[44] ;
- le plus court Grand Prix de l'histoire de la Formule 1, en temps, en nombre de tours et en distance[45],[46],[47],[41].

Au cours de ce Grand Prix :
- deuxième des qualifications, George Russell permet à Williams de prendre son premier départ en première ligne depuis le Grand Prix d'Italie 2017 où Lance Stroll s'était élancé de la même position, profitant des déclassements de Max Verstappen et Daniel Ricciardo[48] ; il s'agit du meilleur résultat en qualification d'une Williams depuis le Grand Prix d'Allemagne 2014 et la deuxième place de Valtteri Bottas[49],[41] ;
- deuxième de la course, George Russell permet à Williams d'obtenir son premier podium depuis le Grand Prix automobile d'Azerbaïdjan 2017[50],[41] ;
- Mick Schumacher rend hommage aux débuts de son père  en Formule 1, il y a trente ans sur ce même circuit, en arborant une réplique du casque qu'il portait lors du Grand Prix automobile de Belgique 1991[51] ;
- comme l'épreuve a été interrompue par drapeau rouge après trois tours derrière la voiture de sécurité, seule la moitié des points a été distribuée, les 75 % de la course n'ayant pas été effectués. Il faut remonter au Grand Prix de Malaisie 2009 pour retrouver un Grand Prix avec la moitié des points attribuée ; il s'agit de la sixième fois dans l'histoire de la Formule 1 que la moitié des points est distribuée[52],[41] ;
- pour la onzième fois de l'histoire de la Formule 1 et depuis le Grand Prix de France en juin, aucun pilote n'a abandonné[52] ;
- Le Top-6 des qualifications est composé de six écuries différentes (Red Bull, Williams, Mercedes, McLaren, Aston Martin, AlphaTauri) pour la première fois depuis le Grand Prix du Brésil 2009[41] ;
- Derek Warwick (146 départs en Grands Prix entre 1981 et 1993, quatre podiums, 71 points inscrits) est nommé conseiller par la FIA pour aider dans leurs jugements le groupe des commissaires de course[53].